# Regulamento sobre Música Sacra
Regulamento sobre música sacra é o Apêndice XXXIV da Pastoral Coletiva dos Arcebispos e Bispos das Províncias Eclesiásticas do Rio de Janeiro, Mariana, São Paulo, Cuiabá e Porto Alegre, realizada em São Paulo, de 25 de setembro a 10 de outubro de 1910, destinado a Proibir abusos e definir as particularidades admitidas e planejadas na música sacra nas províncias eclesiásticas do Rio de Janeiro, Mariana, São Paulo, Cuiabá e Porto Alegre. Representou a primeira aplicação específica no Brasil do Motu Proprio Inter pastoralis officii sollicitudines (Tra le sollecitudini) de Pio X (22 de novembro de 1903).  

## Documentos da Igreja Católica sobre música sacra
O Regulamento sobre música sacra é o Apêndice XXXIV da Pastoral Coletiva dos Arcebispos e Bispos das Províncias Eclesiásticas do Rio de Janeiro, Mariana, São Paulo, Cuiabá e Porto Alegre faz parte de uma série de determinações sobre música que a Igreja Católica emitiu desde a Idade Média, na forma de bulas, encíclicas (epístolas encíclicas ou cartas encíclicas), constituições, decretos, instruções, motu proprio, ordenações e outras. A maior parte dessas decisões foi local ou pontual, e apenas algumas tiveram caráter geral e ecumênico, dentre as quais estão, segundo Paulo Castagna, os doze conjuntos de determinações mais impactantes na prática musical, do século XIV ao século XX, excetuando-se destas as inúmeras instruções cerimoniais (ou rubricas) dos livros litúrgicos:
1. A Bula Docta Sanctorum Patrum de João XXII (1322)
2. O Decreto do que se deve observar, e evitar na celebração da Missa de 17 de setembro de 1562, da Seção XXII do Concílio de Trento
3. O Cæremoniale Episcoporum (Cerimonial dos Bispos), publicado por Clemente VIII em 1600, reformado por Bento XIV em 1752 e por Leão XIII 1886.
4. Os Decretos da Sagrada Congregação dos Ritos (1602-1909)
5. A Constituição Piæ sollicitudinis studio, de Alexandre VII (23 de abril de 1657)
6. A Carta Encíclica Annus qui hunc, do papa Bento XIV (19 de fevereiro de 1749)
7. A Ordinatio quoad sacram musicen, da Sagrada Congregação dos Ritos (25 de setembro de 1884)
8. O Decreto Quod sanctus Augustinus de Leão XIII (7 de julho de 1894), ratificado pela Sagrada Congregação dos Ritos como decreto n.3830
9. O Motu Proprio Inter pastoralis officii sollicitudines (Tra le sollecitudini) de Pio X (22 de novembro de 1903)
10. A Carta Encíclica Musicæ sacræ disciplina sobre a música sacra, do papa Pio XII (25 de dezembro de 1955)
11. A Instrução De musica sacra et sacra liturgia sobre música sacra e liturgia, do papa Leão XXIII, 3 de setembro de 1958
12. O Decreto Sacrosanctum Concilium sobre música sacra do Concílio Vaticano II (4 de dezembro de 1963)

## Significado doRegulamento sobre música sacra
Assim como o regulamento De Musica Sacra, do Concílio Plenário da América Latina (Concilium Plenarium Americæ Latinæ), de 25 de dezembro de 1898, a Pastoral Coletiva de 1910 teve a função de fortalecer a romanização da música sacra nessa região do mundo e coibir as tradições religiosas locais, representando a primeira aplicação específica no Brasil do Motu Proprio Inter pastoralis officii sollicitudines (Tra le sollecitudini) de Pio X (22 de novembro de 1903). O Regulamento sobre música sacra da Pastoral Coletiva de 1910 foi substituído pelo regulamento De Cantu et Musica Sacra  e demais determinações sobre música do Concílio Plenário do Brasil (1939), o primeiro código jurídico-eclesiástico exclusivo para o Brasil.

## Texto doRegulamento sobre música sacra
1º. Nas funções litúrgicas solenes é proibido cantar seja o que for em língua vernácula.
2º. O texto litúrgico deve ser cantado sempre de modo claro, inteligível, sem mutilação de sílabas, e tal qual se acha nos livros litúrgicos, sem nenhuma alteração ou posposição de palavras, sem repetições indevidas e indiscretas, excessivas e ridículas.
3º. Devem ser quanto antes proscritas e substituídas, porque estão por si mesmas reprovadas e condenadas, todas as Missas que não conservam a unidade de composição própria do texto.
Tais são as Missas, cujas partes do Gloria ou do Credo como, por exemplo, o Laudamus, o Gratias agimus, o Domine Deus, o Incarnatus, etc., são compostas por números separados, de modo que formem por si sós uma composição à parte, que pode ser destacada e substituída por outra de igual jaez.
4º. Não compete aos cantores do coro cantar as palavras Gloria in excelsis Deo e Credo in unum Deum que, segundo as prescrições litúrgicas, devem ser única e exclusivamente entoada[s] pelo celebrante. Sejam, portanto, substituídas, ou ao menos reformadas nestes pontos, todas as Missas, que estiverem em semelhante condição.
5º. Todas as composições eclesiásticas devem revestir, ao menos em sua maior parte, o caráter de música [c]oral. Os solos, ainda que não inteiramente excluídos dessas composições, nunca devem nelas predominar, de modo que absorvam parte notável do texto litúrgico; devem ter apenas o caráter de simples motivo melódico, estreitamente unido ao resto da composição em forma de coral.
6º. Fica absolutamente proibida nas igrejas a execução vocal e instrumental de trechos de ópera ou de música profana, principalmente se inspirada em motivos ou reminiscências teatrais, ou de qualquer outra composição que não esteja de conformidade com o estilo grave, ligado e religioso da música sagrada. Tais são, em geral, todas as sinfonias, ouverturas ou composições semelhantes, que costumam ser executadas em nossas igrejas, no princípio e no fim das funções solenes.
7º. Não é lícito aos cantores ou músicos fazer que o Sacerdote se demore no altar mais tempo do que o que comporta a cerimônia religiosa.
O Gloria e o Credo, segundo a tradição gregoriana, devem ser relativamente breves.
O Sanctus deve terminar antes da elevação.
O Benedictus deve ser cantado depois da elevação, e não pode ser omitido, nem substituído por outro moteto.
Havendo tempo, porém, pode-se cantar um moteto ao Santíssimo Sacramento, depois do Benedictus da Missa solene.
8º. Ficam para sempre expressamente proibidos os inconvenientes Tantum ergo, em que a primeira estrofe tem a forma de romanza, cavatina ou adagio, e o Genitori a de um allegro.
9º. É proibido às bandas musicais tocar dentro das igrejas.
Fora delas, são permitidas nas procissões, contanto que os músicos se comportem com respeito e edificação cristã e se abstenham de executar composições profanas e ligeiras.
10. À vista das circunstâncias de nossas igrejas que, em geral, são desprovidas de órgãos, toleramos as orquestras.
Sendo, porém, o seu ofício sustentar e reforçar as vozes e nunca o de cobri-las ou suplanta-las, devem ser delas absolutamente excluídos todos os instrumentos fragorosos ou não convenientes com a santidade do lugar, como sejam: bombo, pratos, tambores, triângulo, campainhas, tam-tam.
11. Mandamos que em todas as nossas igrejas se reforme pouco a pouco o cantochão em voga, substituindo-o pelo canto gregoriano tradicional, tão recomendado pelo Santo Padre. E neste particular, tamanho é o Nosso empenho e tão ardente o Nosso desejo de vê-lo admitido em todas as nossas igrejas, que exortamos vivamente aos sacerdotes mais novos a bem se instruírem nele, frequentando a aula pública, que brevemente será aberta, ou dirigindo-se ao professor dessa matéria em o Nosso seminário. 
12. Os organistas e cantores devem ser perfeitamente instruídos no que diz respeito ao canto gregoriano e música sacra, a fim de poderem desempenhar competentemente e com decoro a sua função. 
13. Ordenamos aos Reverendos Párocos e reitores de igrejas e capelas que imponham a seus organistas a obrigação de se absterem de executar, nas igrejas, músicas teatrais e sonatas profanas, como romanzas, noturnos, etc., recomendando-lhes o estilo grave e religioso. 
E, em se tratando de admitir novos organistas, deverão preferir tão somente os que podem obrigar-se a executar músicas inteiramente litúrgicas. 
14. Mandamos a todos os Reverendos Párocos, reitores de igrejas e capelas, a todos os Senhores músicos, cantores, organistas, diretores de orquestra e demais pessoas eclesiásticas ou seculares, que se ocupam da música das igrejas, que: 
1) procurem instruir-se bem e por em prática as prescrições litúrgicas e as determinações contidas no Motu Proprio do Santíssimo Padre Pio X sobre a música sacra; 
2) renovem o repertório musical, quer próprio, quer de suas igrejas, substituindo as músicas existentes, principalmente as Missas, por composições de estilo verdadeiramente sacro e de maior valor artístico; 
3) apresentem o repertório musical, quer próprio, quer de suas igrejas, à comissão de música sacra por Nós nomeada, que funciona no Rio de Janeiro, a qual examinará, dará a sua opinião, e indicará as composições que, não correspondendo ou às prescrições litúrgicas, ou às determinações do Santíssimo Padre, ou ao valor artístico musical, devem ser substituídas por outras dentro de um prazo determinado. 
Expirado o prazo de tempo determinado, não poderá ser executada nenhuma composição vocal, instrumental, ou vocal e instrumental conjuntamente, sem antes ter recebido o visto ou aprovação da mesma comissão, a qual, uma vez dada, valerá pra sempre, caso não seja condicional. 
15. Mandamos aos Reverendos Párocos e reitores de igrejas e capelas que fundem, instituam e promovam, quanto for possível, a criação de escolas puerorum ou cantorum, cujos membros, possuídos do verdadeiro espírito religioso, e instruídos no estudo e execução do canto gregoriano e da música sacra, se dediquem ao santo e honroso serviço das funções religiosas. 
16. Mandamo-lhes também que introduzam nas Missas solenes o canto das partes variáveis (Introito, Gradual, Tracto, Ofertório, Communio, etc.) as quais são obrigatórias. 
17. Fica severamente proibido, que nas Missas de Requiem, solenes ou rezadas, se cantem motetos ou estrofes, como Ave Maria, Salutaris hostia, que não fazem parte da liturgia da Missa ou do ofício dos defuntos, sendo responsável pela observância desta ordem o reitor da igreja, Pároco, capelão, etc. 
18. Para atender à execução do presente regulamento, nomeamos uma comissão de música sacra, que se comporá dos seguintes membros: 
1º. Monsenhor Luiz Gonzaga do Carmo, Presidente, Pároco de Nossa Senhora da Glória. 
2º. Cônego Dr. André Arcoverde de Albuquerque Cavalcanti, Pároco de São João Batista da Lagoa. 
3º. Maestro Henrique Oswaldo. 
4º. Maestro Alberto Nepomuceno. 
5º. Maestro Francisco Braga. 
19. Esta comissão terá por fim: 
1) Promover o estudo e a execução do canto gregoriano, o único que a Igreja considera verdadeiramente seu,e da música sacra; 
2) Examinar, aprovar ou rejeitar, sem apelação, toda e qualquer composição, que deva executar nas funções religiosas; 
3) Vigiar pela observância das prescrições litúrgicas nesta matéria e neste Nosso regulamento, e encontrando abusos e inobservâncias denuncia-los à Nossa Cúria, que dará as providências necessárias; 
4) Facilitar a aquisição de música verdadeiramente sacra, que esteja de acordo com todas as prescrições litúrgicas; 
5) Tomar conhecimento e dirimir todas as questões, e resolver todos os casos concernentes a esta matéria; 
6) Ter em depósito um repertório de músicas sacras para fornecer, mediante pagamento, aos interessados (1) 
(1) "4265. - Dubia. - A Sacra Rituum Congregatione sequentium dubiorum resolutio expostulata est; scilicet: 
Quum Caeremoniale Episcoporum numquam supponat cantum gregorianum organorum vocibus consociari; quaeritur: 
I. An hodiernus usus praedictum cantum adjuvandi organis sustinere possit? Et quatenus affirmative ad I; 
II. An etiam in Officiis et Missis, in quibus sonus organi prohibetur, liceat organum adhibere solummodo ad associandum et sustinendum cantum, silente organo cum silet cantus? 
III. Quibusdam in Brevibus, quibus fit Sacerdotibus potestas, in fine concionum, Benedictionem, cum Indulgentiae plenariae, favore, populo impertiendi, edicitur id fieri debere cum Crucifixo, juxta ritum formulamque praescriptam; nunc quaeritur, quinam sint hi ritus et formula adhibendi? 
Et Sacra eadem Congregatio, exquisito Commissionis Liturgicae sufragio reque sedulo perpensa, ita respondendum censuit: 
Ad I. Affirmative, exceptis tantummodo iis Officiorum ac Missarum partibus, quae, juxta liturgicas nunc vigentes leges, sine comitantibus organis debeant penitus decantari. 
Ad II. Affirmative, in casu necessitatis, excepto ultimo triduo Majoris Hebdomadae post et ante Hymnum Angelicum respectivae Missae. 
Ad III. Unicum signum Crucis cum Crucifixo, adhibita formula: * Benedictio Dei Omnipotens, Patris ☨ et Filii, et Spiritus Sancti, descendat super vos, et maneat semper. - R. Amen." 
Atque ita rescripsit, die 11 Maii, 1911. 
(Ex Decretis authenticis S. R. C., vol. VI, pag. 115) 

## Resumo dos outros itens sobre música da Pastoral Coletiva
§ 904. Não admitir nas igrejas os músicos que tocam em funerais civis ou de seitas não católicas.
§ 968. Em obediência ao Motu Proprio Inter pastoralis officii sollicitudines (Tra le sollecitudini) de Pio X (22 de novembro de 1903), solicita a observância do Regulamento sobre Música Sacra do apêndice XXXIV desta Pastoral Coletiva.
§ 1137. "Na casa paroquial nunca deverá haver concertos musicais, bailes, jogos, reuniões e festas profanas e mundanas."
§ 1166. O pároco deve escolher, entre os alunos do catecismo, aqueles mais aptos a integrar a schola cantorum.
§ 1167. Solicita o cumprimento do Motu Proprio Inter pastoralis officii sollicitudines (Tra le sollecitudini), e a observância do Regulamento sobre Música Sacra do apêndice XXXIV desta Pastoral Coletiva.
§ 1169. Solicita que as festas religiosas tenham seu próprio caráter e sejam eliminados os "abusos", como folias e danças.
§ 1240. Haja nos seminários, entre outras, uma cadeira de "verdadeiro canto gregoriano", segundo as normas do Motu Proprio Inter pastoralis officii sollicitudines (Tra le sollecitudini); quanto à música polifônica, seja cultivada a "música sacra moderna de Perosi, Hartmann, etc."
§ 1249. Nas férias, os seminaristas estudarão, entre outros, "canto gregoriano e música sacra".
§ 1340. Os sacerdotes estão proibidos de ensinar "música e canto".